# Ryedale
Ryedale è un distretto del North Yorkshire, Inghilterra, Regno Unito, con sede a Malton.
Il distretto fu creato con il Local Government Act 1972, il 1º aprile 1974 dalla fusione del distretto urbano di Norton-on-Derwent con il distretto rurale di Norton dall'East Riding of Yorkshire, insieme ai distretti urbani di Malton e Pickering con il distretto rurale di Flaxton, il distretto rurale di Helmsley, il distretto rurale di Kirkbymoorside, il distretto rurale di Malton e il distretto rurale di Pickering dal North Riding of Yorkshire.

## Parrocchie civili
| - Acklam - Aislaby (Ryedale) - Allerston - Amotherby - Ampleforth - Appleton-le-Moors - Appleton-le-Street with Easthorpe - Barton-le-Street - Barton-le-Willows - Barugh (Great and Little) - Beadlam - Birdsall - Bransdale - Brawby - Broughton - Bulmer - Burythorpe - Buttercrambe with Bossall - Byland with Wass - Cawton - Claxton - Cold Kirby - Coneysthorpe - Coulton (North Yorkshire) - Crambe - Cropton - Ebberston and Yedingham - Edstone - Fadmoor - Farndale East - Farndale West - Flaxton - Foston - Foxholes - Fryton - Ganton - Gate Helmsley - Gillamoor - Gilling East - Grimstone - Habton - Harome - Hartoft - Harton - Hawnby - Helmsley - Henderskelfe - Heslerton - Hovingham - Howsham - Hutton-le-Hole - Huttons Ambo - Kirby Grindalythe - Kirby Misperton - Kirkbymoorside - Langton - Lastingham - Leavening | - Levisham - Lillings Ambo - Lockton - Luttons - Malton - Marishes - Marton (Ryedale) - Middleton - Nawton - Newton - Normanby (Ryedale) - Norton-on-Derwent - Nunnington - Old Byland and Scawton - Oldstead - Oswaldkirk - Pickering - Pockley - Rievaulx - Rillington - Rosedale East Side - Rosedale West Side - Salton - Sand Hutton - Scackleton - Scagglethorpe - Scampston - Scrayingham - Settrington - Sherburn - Sheriff Hutton - Sinnington - Slingsby - South Holme - Spaunton - Sproxton - Stape - Stonegrave - Swinton - Terrington - Thixendale - Thornton-le-Clay - Thornton-le-Dale - Thorpe Bassett - Upper Helmsley - Warthill - Weaverthorpe - Welburn (Amotherby Ward) - Welburn (Kirkbymoorside Ward) - Westow - Wharram - Whitwell-on-the-Hill - Willerby - Wilton - Wintringham - Wombleton - Wrelton |